# Vladïslav Çernışov
Vladïslav Çernışov (in kazako Владислав Чернышов?; in russo Владислав Геннадьевич Чернышов?, Vladislav Gennad'evič Černyšov; Biškek, 16 marzo 1981) è un ex calciatore kazako con cittadinanza kirghisa, di ruolo difensore.